# Xã Olive, Quận Butler, Nebraska
Xã Olive (tiếng Anh: Olive Township) là một xã thuộc quận Butler, tiểu bang Nebraska, Hoa Kỳ. Năm 2010, dân số của xã này là 237 người.